# Tipula macrolabis
Tipula macrolabis är en tvåvingeart som beskrevs av Friedrich Hermann Loew 1864. Tipula macrolabis ingår i släktet Tipula och familjen storharkrankar. Inga underarter finns listade i Catalogue of Life.